# Chera (Valencia)
Chera, Valencia település Spanyolországban, Valencia tartományban. Chera Requena, Gestalgar, Loriguilla, Sot de Chera és Siete Aguas községekkel határos. Lakosainak száma 491 fő (2024).

## Népesség
A település népessége az utóbbi években az alábbiak szerint változott:
| Lakosok száma | 548  | 525  | 664  | 611  | 582  | 536  | 484  | 474  | 492  | 491  |
|               | 2001 | 2004 | 2007 | 2009 | 2012 | 2014 | 2017 | 2019 | 2022 | 2024 |